# Basalawarmi
Basalawarmi (čínsky pchin-jinem Bǎzāláwǎěrmì, znaky 把匝剌瓦尔密; † 6. ledna 1382) byl mongolský státník z rodu knížat z Liang a místodržitelů Jün-nanu, potomek mongolského velikého chána a císaře říše Jüan Kublaje,.
Od poloviny 60. let 14. století Basalawarmi jménem jüanské vlády spravoval provincii Jün-nan, která tehdy zahrnovala i část Kuej-čou. Osídlena byla nečínskými kmeny a národy. Po svém předku, synovi prvního jüanskéno císaře Kublaje, zdědil kromě místodržitelství i titul knížete z Liang. Poté, co nová čínská říše Ming v letech 1368–1372 ovládla Čínu, stal se Jün-nan, s centrem v Kchun-mingu, jedním z posledních středisek mongolského odporu proti mingské vládě.
Mingský císař Chung-wu obrátil svou pozornost na Jün-nan roku 1372, kdy do Kchun-mingu vyslal Wang Weje v čele diplomatické mise. Rozhovory o podrobení se mingské říši ukončila Wangova poprava roku 1374. Další mingský vyslanec byl zabit roku 1375. Po několika letech klidu se roku 1381 císař Chung-wu rozhodl vyřešil jünnanský problém silou. Do čela útočících vojsk jmenoval generála Fu Jou-tea, jeho zástupci Lan Jüa a Mu Jinga, zásobování z Čcheng-tu zajišťoval Lu Čung-cheng, zatímco Ma Chua velel v zázemí posádce v Kuej-jangu. Mingské armády měly 300 tisíc vojáků, Basalawarmi měl k dispozici třetinový počet. Útočníci díky početní převaze rozdrtili jünnanská vojska a když přitáhli k Kchun-mingu, Basalawarmi 6. ledna 1382 utopil manželku, přikázal ministrům spáchat sebevraždu a sám se zabil.
Okupace celého Jün-nanu se protáhla do konce roku, většina invazní armády mohla být odvolána až koncem jara 1383. Ma Jing zůstal v provincii jako velitel zbylých jednotek.